# Forrest C. Donnell
Forrest C. Donnell (Quitman, 1884. augusztus 20. – Saint Louis, 1980. március 3.) az Amerikai Egyesült Államok szenátora (Missouri, 1945–1951).